# (100066) 1992 EV25
(100066) 1992 EV25 es un asteroide perteneciente al cinturón de asteroides, descubierto el 8 de marzo de 1992 por el equipo del Uppsala-ESO Survey of Asteroids and Comets desde el Observatorio de La Silla, Chile.